# Teurthéville-Bocage
Teurthéville-Bocage település Franciaországban, Manche megyében. Lakosainak száma 594 fő (2022. január 1.). Teurthéville-Bocage Brillevast, Gonneville-le-Theil, Montaigu-la-Brisette, Videcosville, La Pernelle, Le Vast és Quettehou községekkel határos.

## Népesség
A település népessége az elmúlt években az alábbi módon változott:
| Lakosok száma | 622  | 503  | 523  | 582  | 601  | 595  | 591  | 588  | 590  | 594  |
|               | 1968 | 1982 | 1990 | 2006 | 2013 | 2015 | 2017 | 2019 | 2020 | 2022 |